# フリードリヒ・リュッケルト

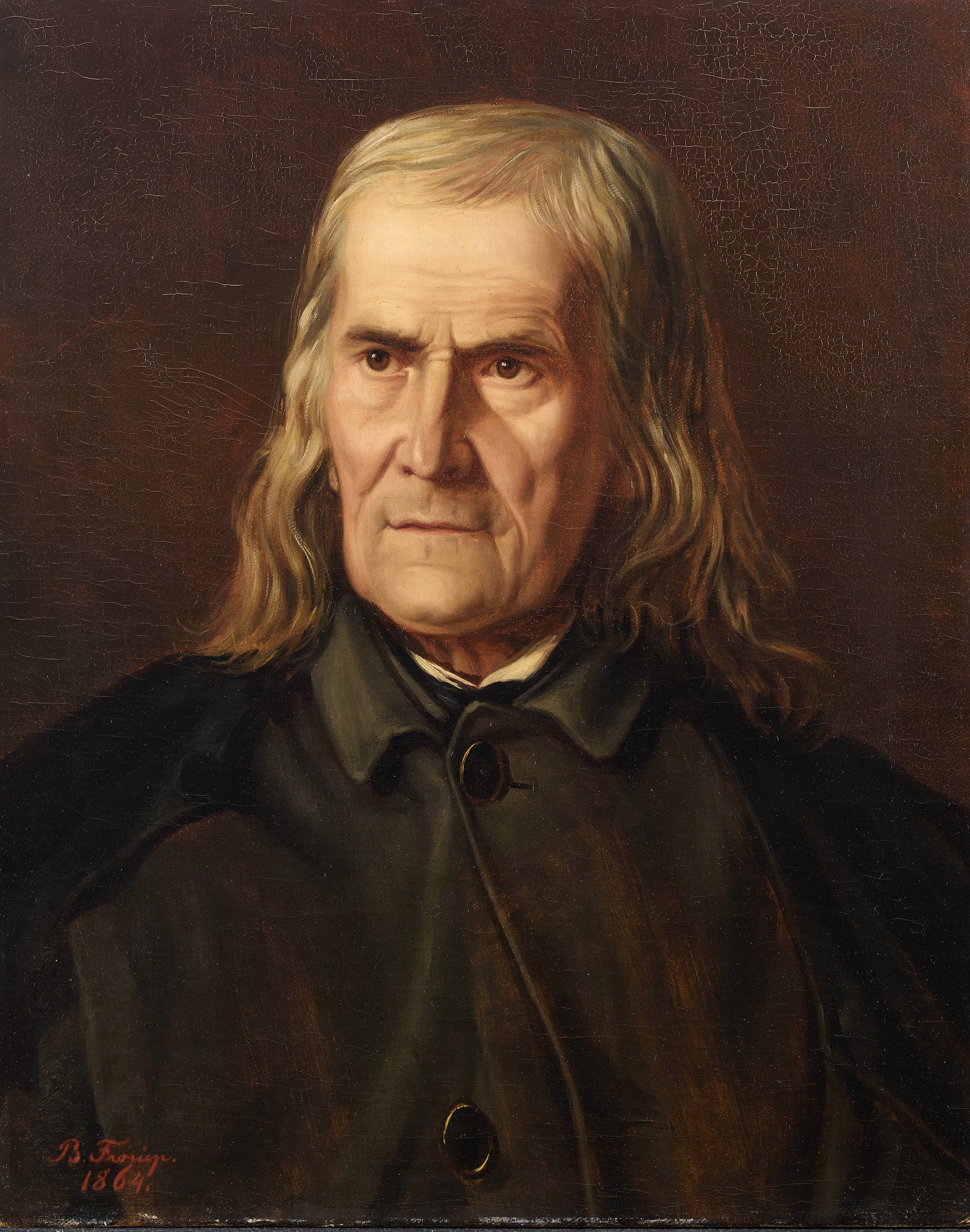
フリードリヒ・リュッケルト

ヨーハン・ミヒャエル・フリードリヒ・リュッケルト（Johann Michael Friedrich Rückert 1788年5月16日 - 1866年1月31日）は、ドイツの詩人、東洋学者。エルランゲン大学とベルリン大学の東洋学の教授でもあり、ゲーテの『西東詩集』以来ドイツ文学に感じられるようになった東洋的要素をさらに推し進め、マカーマなどの東洋文学をドイツ語に翻訳することで抒情詩のスペシャリストと言われるまでになった。

## 生涯
1788年5月16日、シュヴァインフルト( Schweinfurt )に男爵の内膳頭領の裁判所に勤めた会計職員の息子として生まれる。そして1792年にウンターフランケンのオーバーラウリンゲン村に転勤となる。後にリュッケルトはこの地で体験した青春時代初期の印象を『村役人の息子の思い出』のなかで、ユーモアに溢れた詩的な風俗画として描き出すことになる。
シュヴァインフルトのラテン語学校を卒業後、法律を学ぶべく1805年にヴュルツブルク大学に入る。1809年までこの地に留まったが、リュッケルトは専ら文献学と美学に没頭した。特に文献学については後に「人間が書く言葉はどんなものでも私にとっては生きている」と言ったほどに熱心に勉強したのだった。
1811年から短期間イェーナで大学講師を務め、さらにハーナウでギムナージウム教師の道を歩んだ後、しばらくは自由な学識者として公の仕事からは遠ざかり、ヴュルツブルクに居を構えた。そしてそれから数年間ヴュルツブルクやヒルトブルクハウゼン、あるいは両親の家のいずれかで過ごすことになる。その間に起こった解放戦争に対しては関心を示し、『ドイツの詩』集にフライムント・ライマーのペンネームで『戦闘のソネット』、『嘲笑と名誉の歌』などを発表している。
1816年にフォン・ヴァンゲンハイムの提案で編集員としてシュトゥットガルトに赴き、コッタ社の『朝刊』の学芸欄を担当した。この地でルートヴィヒ・ウーラントと交際するが、ヴュッテンベルク憲法問題では彼と反対の立場に立ったのだった。
1817年秋にイタリアに旅行しローマではその地に在住するドイツ人芸術家と活発に交際し、1818年秋にウィーンに帰った。この地でリュッケルトはペルシア語の授業を受け、これが彼のその後の創作に重要な影響を及ぼすことになる。その後数年間フランケンの諸都市を移り歩く間に、ルイーゼ・ヴィートハウス＝フィッシャーと結婚。コーブルク近郊のノイゼスに家を設け、ここで彼は晩年の大半を過ごす。
1826年にエルランゲン大学の東洋言語、文学の教授として招聘される。その間、彼の学問的研究と詩作は主にオリエントに向けられた。
1833年には二人の子供を相次いで亡くす。この体験を元に詩集『亡き子を偲ぶ歌』を完成。後にマーラーが作曲したのが歌曲『亡き子をしのぶ歌』である。
プロイセンにてフリードリヒ・ヴィルヘルム四世が即位するとリュッケルトはベルリンに招聘されるが、その地に馴染めず、1848年には最終的にノイゼスにひきこもる。詩人としてはその後も引き続き創作を続けた。シューマン他の作曲家に次々に作曲された『愛の春』あるいは深遠な教訓詩『ブラーマンの叡智』によって、リュッケルトの名前はドイツ人の間で急速に知られるようになった。これらの作品は歴史的背景を扱ったドラマの習作として重要であると言える。
1866年1月31日、コーブルクの地にて77年の生涯を終えた。
稀にみる語学の天才で、70種類の言語を習得したと言われる。古典文化の言語の研究にも携わり、さまざまな形式を駆使し、ドイツ語による詩の中でも最も美しいもののいくつかが彼の手によって生み出されている。

## 言語学
フリードリヒ・リュッケルトは翻訳、教育、言語学の分野で次の44言語を扱った:
- ヨーロッパで生まれたインド・ヨーロッパ語族: アルバニア語、古代教会スラヴ語、英語、フランス語、ゴート語、古代ギリシア語、イタリア語、ラテン語、ラトビア語、リトアニア語、現代のギリシア語（英語版）、ポルトガル語、ロシア語、スウェーデン語、スペイン語 ,
- アジアで生まれたインド・ヨーロッパ語族: パシュトー語、アルメニア語、アヴェスター語、ヒンドゥスターニー語、クルド語、ペルシア語、パーリ語、プラークリット、サンスクリット
- セム語派: アラビア語、ゲエズ語、聖書アラム語（英語版）, ヘブライ語、マルタ語、サマリア文字、シリア語
- チュルク語族: アゼルバイジャン語、チャガタイ語、トルコ語
- フィン・ウゴル語派: エストニア語、フィンランド語
- ドラヴィダ語族: カンナダ語、マラヤーラム語、タミル語、テルグ語
- オーストロネシア語族: ハワイ語、マレー語
- その他: ベルベル語派、コプト語

## 音楽への影響
リュッケルトの詩の数々は多くの作曲家を魅了し、多くの歌曲が作曲された。グスタフ・マーラー作曲の『リュッケルトの詩による五つの歌曲』と歌曲集『亡き子をしのぶ歌』は、リュッケルト歌曲の代表作の一つとして知られている。また早くも1859年にはロベルト・ラデッケが詩集『若いころから』に作曲している。
フランツ・シューベルトは、『君はわが憩い』『わたくしの挨拶を』『美と愛がここにいたことを』など6曲を作曲した。ロベルト・シューマンも、歌曲集『ミルテの花』の中の『献呈』『東方のばらより」など、リュッケルトの詩による歌曲を多数作曲している。
そのほかにもクララ・シューマン、ヨハネス・ブラームス、カール・レーヴェ、リヒャルト・シュトラウス、フェリクス・ドレーゼケなどの作曲家がリュッケルトの詩に作曲した。

## 主要作品

### 詩集
- Oestliche Rosen. Leipzig, Brockhaus, 1822. (東方の薔薇)  (抜粋にR. シューマンが作曲)[8]
- Liebesfrühling. J.D. Sauerländer, 1844 (愛の春)[9]
- Kindertotenlieder. (亡き子をしのぶ歌) (400篇以上の詩集。うち5編にG. マーラーが作曲)[4]

### 詩（抜粋）[10]
- Abendlied (Ich stand auf Berges Halde)
- Vom Bäumlein, das andere Blätter hat gewollt
- Blicke mir nicht in die Lieder!  (私の歌を覗き見しないで) (G. マーラー作曲)[4]
- Ich atmet' einen linden Duft (私はほのかな香りを吸い込む) (G. マーラー作曲)[4]
- de:Ich bin der Welt abhanden gekommen (私はこの世から姿を消した) (G. マーラー作曲)[4]
- Chidher (Chidher, der ewig junge, sprach)
- Herbstlieder 2 (Herz, nun so alt und noch immer nicht klug)
- Aus der Jugendzeit, aus der Jugendzeit
- Kehr ein bei mir (Du bist die Ruh, der Friede mild) (君はわが憩い) (F. シューベルト作曲)[6]
- Mitternacht (Um Mitternacht hab ich gewacht)[11] (真夜中に) (G. マーラー作曲)[4]
- Liebst du um Schönheit (美しさゆえに愛するのなら) (G. マーラー作曲)[4]
- Ich hab in mich gesogen (私は吸い込んだ) (F. シューベルト作曲)
- Sei mir gegrüsst (わたくしの挨拶を) (F. シューベルト作曲)[12]
- Dass sie hier gewesen (美と愛がここにいたことを) (F. シューベルト作曲)
- Lachen und Weinen (笑いと涙) (F. シューベルト作曲)[6]
- Greisengesang (老人の歌) (F. シューベルト作曲)[6]